# Mangunjayan
Mangunjayan is een bestuurslaag in het regentschap Purworejo van de provincie Midden-Java, Indonesië. Mangunjayan telt 600 inwoners (volkstelling 2010).